# Temporary Home
Temporary Home è il secondo singolo estratto dall'album Play On della cantante statunitense Carrie Underwood. Il brano è stato scritto da Zac Maloy, Luke Laird e da lei stessa, inoltre la sua pubblicazione ufficiale è stata quando è entrato in tutte le radio statunitensi il 14 dicembre 2009.
Come i precedenti singoli, non ci sono stati problemi neanche per quest'ultimo a raggiungere la vetta della classifica country statunitense che la seconda posizione di quella canadese, infatti ha raggiunto rispettivamente la posizione numero 1 e numero 2.

## Video
Il video è stato pubblicato il 4 febbraio ed è stato diretto da Deaton Flanigen. Il video inizia con Carrie in mezzo ad una foresta che canta il brano, nel frattempo si vede una madre che adotta un bambino di un orfanotrofio. All'uscita Carrie, è dentro un taxi che gira per la città di Nashville, e quando il bambino sorride a Carrie, lei reciprocamente gli restituisce il gesto.
Più avanti si vede un'altra madre che sta cercando lavoro in un negozio e dove viene assunta, anche qua all'uscita del negozio la mamma si trova il taxi di Carrie di fronte. Al termine del viaggio in taxi, Carrie sale in ospedale dove è ricoverato suo nonno che sta sul letto di morte. Nella parte finale del video si vede Carrie, che si ritrova in una foresta che si sta imbiancando di neve.

## Classifiche
| Classifica (2010)                        | Posizione massima |
| ---------------------------------------- | ----------------- |
| U.S. Billboard Hot Country Songs         | 1                 |
| U.S. Billboard Hot 100                   | 41                |
| Canadian Radio & Records Country Singles | 2                 |
| Canadian Hot 100                         | 65                |